# Pedro Maratea
Pedro Maratea fue un actor que nació en Buenos Aires, Argentina el 21 de diciembre de 1912 y falleció en la misma ciudad el 1 de julio de 2002.

## Biografía
Se formó como actor en el teatro de la mano de José González Castillo en 1931, y posteriormente, junto a figuras como Enrique De Rosas (1932) y Enrique Muiño - Elías Alippi (1936). En 1945 forma una compañía con la actriz española Delfina Jaufret, y luego, en 1948 lo hace con Pepita Serrador que se presentó en el Teatro Español.
Comenzó su carrera en el cine trabajando como extra en El caballo del pueblo  (1935)  y dos años más tarde ya apareció en los créditos de Lo que le pasó a Reynoso  (1937). Trabajó con estrellas de los "teléfonos blancos" como Fanny Navarro, Mirtha Legrand, Aída Luz, Zoe Ducós, Aída Alberti, Anita Jordán, Amelia Bence, entre otras. Fue un gran amigo de Carlos Gardel, de quien supo contar varias anécdotas vividas.
Intérprete vigoroso y expresivo, ideal para encarnar personajes de gran fibra tanto en tramas dramáticas como policiales se lució en títulos como Fuera de la ley (1937), La vuelta de Rocha (1937) y Con el dedo en el gatillo (1940), entre otros. El actor –que siempre se declaró próximo al peronismo ya que llegó a compartir cartel con Eva Duarte- se desempeñó en 1973, como director general de Radioemisoras.
En 1942 integró una lista junto a Rufino Córdoba y José de Angelis en la Asociación Argentina de Actores de las que resultaron vencidos.
Su fidelidad al peronismo lo llevó a ser uno de los pasajeros del vuelo chárter en el que Perón regresa a la Argentina desde Roma, el 17 de noviembre de 1972.
En radio integra una de las parejas románticas más pupulares de la década del '30 junto a Delia Garcés por Radio Prieto.
En abril de 1986 le fue asignada la Dirección Nacional de Radiodifusión, cargo que ocupó por cierto tiempo. A su vez, tenía un alto cargo de los hipódromos de Palermo y San lsidro.
Pedro Maratea falleció el lunes 1 de julio de 2002 víctima de una larga enfermedad. Sus restos descansan en el Cementerio de General Rodríguez.

## Filmografía
Actor
- El festín de Satanás   (1958)
- Crisol de hombres   (1954)
- Un guapo del 900   (1952)
- Mi noche triste   (1951)
- Suburbio   (1951)
- Pasaporte a Río   (1950) …Mario

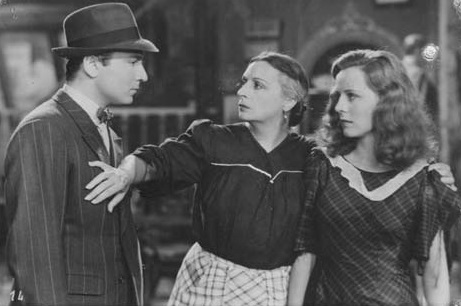
Pedro Maratea con Olinda Bozán y Aída Luz en Bruma en el Riachuelo (1942).

- Llegada de noche   (1949) .... Don Carlos Junquera
- Nace la libertad   (1949)
- Santos Vega vuelve   (1947) .... Juan Sin Ropa
- El hombre del sábado   (1947)
- La tía de Carlos   (1946) …Carlos
- Pachamama   (1944)
- Centauros del pasado   (1944)
- Fuego en la montaña   (1943)
- Ponchos azules   (1942)
- El comisario de Tranco Largo   (1942)…Aniceto Vargas
- Ceniza al viento   (1942)
- Bruma en el Riachuelo   (1942)
- Cruza   (1942)
- ¡Gaucho!    (1942).. Raimundo
- Mamá Gloria   (1941)
- Persona honrada se necesita   (1941)
- Si yo fuera rica   (1941)…Raúl
- El inglés de los güesos   (1940)
- Con el dedo en el gatillo   (1940)…Marú
- Entre el barro   (1939)
- Senderos de fe   (1938)
- El diablo con faldas   (1938)
- La vuelta de Rocha   (1937) …Juan Carlos Peña
- Fuera de la ley   (1937) .... Enrique Varela
- Lo que le pasó a Reynoso   (1937) …Crisanto Reparaz
- El caballo del pueblo   (1935) Joven en la fiesta

## Televisión
- 1953: Teatro Univelsal.
- 1954: El tango viene de lejos, junto a Margarita Corona y conducción de Ignacio de Soroa.
- 1956: La canción del linyera.
- 1960: Comedias porteñas de Ivo Pelay, junto a Aída Luz.

## Radio
- Bendita seas, con León Zárate, Leonor Rinaldi y Herminia Franco.[4]

## Teatro
- Pan criollo (1937).[5]
- Llegan parientes de España (1938).
- La novia perdida (1941).
- El conventillo de la Paloma (1943).
- Don Fernández (1946).
- El carnaval del diablo, de Ponferrada (1954).